# Campionati europei di ciclocross 2015
I Campionati europei di ciclocross 2015, tredicesima edizione della competizione, si disputarono a Huijbergen, nei Paesi Bassi, il 7 novembre 2015.

## Medagliere
| Pos.   | Nazione     | Oro | Argento | Bronzo | Totale |
| ------ | ----------- | --- | ------- | ------ | ------ |
| 1      | Paesi Bassi | 3   | 1       | 0      | 4      |
| 2      | Belgio      | 2   | 3       | 2      | 7      |
| 3      | Italia      | 0   | 1       | 0      | 1      |
| 4      | Francia     | 0   | 0       | 1      | 1      |
| 4      | Regno Unito | 0   | 0       | 1      | 1      |
| 4      | Rep. Ceca   | 0   | 0       | 1      | 1      |
| Totale | Totale      | 5   | 5       | 5      | 15     |

## Sommario degli eventi
| Eventi            | Oro                           | Tempo    | Argento                    | Tempo | Bronzo                       | Tempo |
| Uomini            |                               |          |                            |       |                              |       |
| Elite dettagli    | Lars van der Haar Paesi Bassi | 1:02'26" | Wout van Aert Belgio       | a 19" | Kevin Pauwels Belgio         | a 39" |
| Under-23 dettagli | Quinten Hermans Belgio        | 49'59"   | Daan Hoeyberghs Belgio     | a 24" | Eli Iserbyt Belgio           | a 39" |
| Junior dettagli   | Jens Dekker Paesi Bassi       | 44'59"   | Mitch Groot Paesi Bassi    | a 15" | Thomas Bonnet Francia        | a 52" |
| Donne             |                               |          |                            |       |                              |       |
| Elite dettagli    | Sanne Cant Belgio             | 41'12"   | Jolien Verschueren Belgio  | a 8"  | Nikki Harris Regno Unito     | a 14" |
| Under-23 dettagli | Maud Kaptheijns Paesi Bassi   | 43'03"   | Alice Maria Arzuffi Italia | a 7"  | Jana Czeczinkarová Rep. Ceca | a 21" |